# USS LST-217
O USS LST-217 foi um navio de guerra norte-americano da classe LST que operou durante a Segunda Guerra Mundial.